# Археогенетика
Археогенетика (от архео- + генетика) — область исследований молекулярной генетики, в которой методы популяционной генетики применяются к изучению истории человечества. Автором термина «археогенетика» является британский археолог Колин Ренфрю.
В 1963 году Эмиль Цукеркандль и химик Лайнус Полинг предложили термин «палеогенетика», а «крёстным отцом» новой дисциплины стал биолог Сванте Паабо, получивший за свои достижения в 2022 году Нобелевскую премию.
К методам археогенетики, в частности, относят:
- анализ ДНК, полученной из археологических останков (древней ДНК);
- анализ ДНК современных популяций (людей, домашних растений и животных) с целью изучения человеческого прошлого и генетического наследия взаимодействия человека с биосферой;
- применение статистических методов молекулярной генетики к археологическим данным.

Предшественниками археогенетики являлись исследования групп крови и ранние работы о связях между классическими генетическими маркерами и языковыми и этническими группами. Среди первых исследователей в этом направлении известны Людвик Гиршфельд и Ханка Хиршфельд, Уильям Бойд и Артур Муран. Начиная с 1960-х годов Луиджи Лука Кавалли-Сфорца использовал классические генетические маркеры для исследования доисторического населения Европы, результатом чего стала публикация его исследования «История и география человеческих генов» в 1994 году.
Позднее генетики провели анализ генетической истории всех основных культурных растений (таких, как пшеница, рис, кукуруза) и домашних животных (таких, как коровы, козы, свиньи, лошади). Были предложены модели хронологии и биогеографии их одомашнивания и последующего разведения, в основном по данным митохондриальной ДНК.
Антонио Аморим использовал термин «археогенетика» исключительно в отношении генетических данных антропогенеза. Весьма амбициозную концепцию восстановления исчезнувших видов методами генетики выдвинули Лайнус Полинг и Эмиль Цукеркандль.

## Ранняя работа

### Людвик Гиршфельд (1884—1954)
Людвик Гиршфельд был польским микробиологом и серологом, а также президентом секции группы крови на Втором международном конгрессе по переливанию крови. Он основал метод определения наследство группы крови с Эрихом фон Дангерном в 1910 году и внес большой вклад в этот метод на протяжении всей своей жизни. Он изучал группы крови АВО. В одном из своих исследований в 1919 году Хирсфельд задокументировал группы крови АВО и цвет волос у людей на македонском фронте, что привело к его открытию, что цвет волос и тип крови не имеют никакой корреляции. В дополнение к этому он заметил, что произошло снижение группы крови А из Западной Европы в Индию и наоборот для группы крови В. Он предположил, что соотношение групп крови с востока на запад произошло из двух групп крови, состоящих в основном из А или В мутирует из группы крови О и смешивается путем миграции или смешения. Большая часть его работы была посвящена исследованию связей групп крови с полом, болезнями, климатом, возрастом, социальным классом и расой. Его работа привела его к обнаружению, что язвенная болезнь была более доминирующей в группе крови O, и что у матерей группы крови AB было высокое соотношение мужчин и женщин при рождении.

### Артур Морант (1904—1994)
Артур Морант был британским гематологом и химиком. Он получил много наград, в частности стипендию Королевского общества. Его работа включала в себя организацию существующих данных о частотах генов групп крови и внесение значительного вклада в генетическую карту мира посредством исследования групп крови во многих популяциях. Морант обнаружил новые группы крови антигены на системе Льюиса, Хеншоу, Келл и Макака, а также проанализировал связь групп крови и различных других болезней. Он также сосредоточился на биологической значимости полиморфизмов. Его работа послужила основой для археогенетики, поскольку способствовала разделению генетических данных о биологических отношениях между людьми. Он также предоставил материал, который можно было бы использовать для оценки теорий популяционной генетики.

### Уильям Бойд (1903—1983)
Уильям Бойд был американским иммунохимиком и биохимиком, который прославился своими исследованиями в области генетики расы в 1950-х годах. В течение 1940-х годов Бойд и Карл О. Ренконен независимо друг от друга обнаружили, что лектины по-разному реагируют на различные группы крови, а также что неочищенные экстракты бобов лимфы и тафтовой вики агглютинировали эритроциты из группы крови А, но не из групп крови В или О. Это в конечном итоге привело к раскрытию тысяч растений, содержащих эти белки. Для изучения расовых различий, а также моделей распределения и миграции различных расовых групп Бойд систематически собирал и классифицировал образцы крови со всего мира, что привело к его открытию, что группы крови не подвержены влиянию окружающей среды и являются наследственными. В своей книге «Генетика и человеческие расы» (1950 год) Бойд разделил население мира на 13 различных рас, основываясь на их различных профилях группы крови и его идее о том, что человеческие расы — это популяции с разными аллелями. Одним из наиболее распространенных источников информации о наследственных признаках, связанных с расой, остается изучение групп крови.

## Методы

### Сохранение ископаемой ДНК
Поиск ископаемых начинается с выбора места раскопок. Потенциальные места раскопок обычно идентифицируются с минералогией местоположения и визуальным обнаружением костей в этом районе. Однако есть и другие способы обнаружения зон раскопок с использованием таких технологий, как портативная рентгеновская флуоресценция в полевых условиях и плотная стереофоническая реконструкция. Используемые инструменты включают в себя ножи, щетки и остроконечные мастерки, которые помогают в удалении окаменелостей с земли.
Для того, чтобы избежать загрязнений с древней ДНК, образцы обрабатываются в перчатках и хранятся при температуре −20 ° C, сразу же после того, как были обнаружены. Обеспечение того, чтобы ископаемый образец анализировался в лаборатории, которая не использовалась для другого анализа ДНК, также может предотвратить загрязнение. Кости размалывают до порошка и обрабатывают раствором перед процессом полимеразной цепной реакции (ПЦР). Образцы для амплификации ДНК не обязательно должны быть ископаемыми костями. Сохраненная кожа, консервированная солью или высушенная на воздухе, также может использоваться в определённых ситуациях.
Сохранение ДНК затруднено, потому что окаменелость кости ухудшается, и ДНК химически модифицируется, обычно бактериями и грибами в почве. Лучшее время для извлечения ДНК из окаменелости — это когда её только что раскопали, поскольку в ней содержится в шесть раз больше ДНК, чем в хранимых костях. Температура места экстракции также влияет на количество получаемой ДНК, о чём свидетельствует уменьшение успешности амплификации ДНК, если ископаемые находят в более теплых регионах. Резкое изменение окружающей среды ископаемых также влияет на сохранение ДНК. Поскольку раскопки вызывают резкие изменения в окружающей среде ископаемых, это может привести к физико-химическим изменениям в молекуле ДНК. Кроме того, на сохранение ДНК также влияют другие факторы, такие как обработка не загрязненных окаменелостей (например, мытье, чистка щеткой и высушивание на солнце), ph, облучение, химический состав костей и почвы и гидрология. Существует три диагенетических фазы персервации. Первая фаза — бактериальное гниение, которое, по оценкам, вызывает 15-кратную деградацию ДНК. Фаза 2 — когда кость химически разрушается, главным образом путем депуринации. Третья диагенетическая фаза происходит после того, как ископаемое извлечено и сохранено, в этой фазе разрушение ДНК кости происходит наиболее быстро.

### Методы выделения ДНК
После того, как образец взят из археологического участка, ДНК может быть извлечена с помощью ряда процессов. Один из наиболее распространенных методов использует кремний и преимущества полимеразной цепной реакции для сбора древней ДНК из образцов костей.
Есть несколько проблем, которые увеличивают трудности при попытке извлечь древнюю ДНК из окаменелостей и подготовить её к анализу. ДНК постоянно распадается. Пока организм жив, эти трещины восстанавливаются; однако, как только организм умер, ДНК начнет разрушаться без восстановления. Это приводит к тому, что образцы имеют нити ДНК длиной около 100 пар оснований. Загрязнение является ещё одной серьёзной проблемой на нескольких этапах в течение всего процесса. Часто другая ДНК, такая как бактериальная ДНК, будет присутствовать в исходном образце. Чтобы избежать загрязнения, необходимо принять много мер предосторожности, таких как отдельные вентиляционные системы и рабочие места для древней работы по извлечению ДНК. Лучшие образцы для использования — свежие окаменелости, так как небрежное мытье может привести к росту плесени. ДНК, поступающая из окаменелостей, также иногда содержит соединение, которое ингибирует репликацию ДНК. Достигнуть консенсуса относительно того, какие методы лучше всего подходят для смягчения проблем, также трудно из-за отсутствия повторяемости, вызванной уникальностью образцов.
Экстракция ДНК на основе диоксида кремния представляет собой метод, используемый в качестве стадии очистки для выделения ДНК из археологических артефактов кости и получения ДНК, которая может быть амплифицирована с использованием методов полимеразной цепной реакции (ПЦР). Этот процесс работает с использованием кремнезема в качестве средства для связывания ДНК и отделения её от других компонентов ископаемого процесса, которые ингибируют амплификацию ПЦР. Однако сам кремнезем также является сильным ингибитором ПЦР, поэтому необходимо принять осторожные меры для обеспечения удаления кремнезема из ДНК после экстракции. Общий процесс извлечения ДНК с использованием метода на основе диоксида кремния описывается следующим образом:
1. Образец кости очищается, а внешний слой соскребается
2. Образец собирается из предпочтительно компактной секции
3. Образец измельчают до мелкого порошка и добавляют в экстракционный раствор для высвобождения ДНК.
4. Раствор кремнезема добавляют и центрифугируют для облегчения связывания ДНК
5. Связующий раствор удаляют и к раствору добавляют буфер для высвобождения ДНК из диоксида кремния.

Одним из основных преимуществ выделения ДНК на основе кремнезема является то, что оно является относительно быстрым и эффективным, требующим только базовой лабораторной установки и химических веществ. Он также не зависит от размера выборки, так как процесс может быть масштабирован для размещения больших или меньших количеств. Ещё одним преимуществом является то, что процесс может быть выполнен при комнатной температуре. Однако этот метод имеет некоторые недостатки. В основном, экстракция ДНК на основе кремнезема может применяться только к образцам костей и зубов; их нельзя использовать на мягких тканях. Хотя они хорошо работают с различными окаменелостями, они могут быть менее эффективными в отношении окаменелостей, которые не являются свежими (например, обработанные окаменелости для музеев). Кроме того, загрязнение представляет риск для всей репликации ДНК в целом, и этот метод может привести к вводящим в заблуждение результатам при применении к загрязненному материалу.
Полимеразная цепная реакция — это процесс, который может амплифицировать сегменты ДНК и часто используется на извлеченной древней ДНК. Он состоит из трех основных этапов: денатурация, отжиг и расширение. Денатурация расщепляет ДНК на две отдельные цепи при высоких температурах. Отжиг включает прикрепление нитей праймера ДНК к одиночным цепям, которые позволяют Taq-полимеразе присоединяться к ДНК. Расширение происходит, когда Taq-полимераза добавляется к образцу и сопоставляет пары оснований, чтобы превратить две отдельные нити в две полные двойные нити. Этот процесс повторяется много раз и обычно повторяется большее количество раз при использовании с древней ДНК. Некоторые проблемы с ПЦР заключаются в том, что она требует перекрывающихся пар праймеров для древней ДНК из-за коротких последовательностей. Также может быть «скачкообразная ПЦР», которая вызывает рекомбинацию во время процесса ПЦР, что может затруднить анализ ДНК в неоднородных образцах.

### Методы анализа ДНК
ДНК, экстрагированные из ископаемых остатков, главным образом секвенируют с использованием массивной параллельной последовательности, которая позволяет одновременно амплификации и секвенирования всех сегментов ДНК в образце, даже если он сильно фрагментирован и низкой концентрации. Это включает прикрепление общей последовательности к каждой отдельной цепи, с которой могут связываться общие праймеры, и, таким образом, вся присутствующая ДНК амплифицируется. Как правило, это дороже и требует больше времени, чем ПЦР, но из-за трудностей, связанных с древней амплификацией ДНК, она дешевле и эффективнее. Один метод массивного параллельного секвенирования, разработанный Margulies et al., использует ПЦР на эмульсии на основе бусин и пиросеквенирование, и было обнаружено, что он является мощным в анализе ДНК, потому что он позволяет избежать потенциальной потери образца, конкуренции субстрата за матрицы и распространения ошибок при репликации.
Наиболее распространенный способ анализа последовательности ДНК заключается в сравнении её с известной последовательностью из других источников, и это можно сделать по-разному для разных целей.

## Классификация
Название предковых компонентов
- EEMH - англ. European early modern humans, Кроманьонцы
- ANE - англ. Ancient North Eurasian, Древние северные евразийцы
- ANA - англ. Ancient Northeast Asian, Древняя Северо-Восточная Азия
- ESEA - англ. East- and Southeast Asian lineage
- AASI - англ. Ancient South Indians
- EHG - англ. Eastern Hunter-Gatherer, Восточноевропейские охотники-собиратели
- WHG - англ. Western Hunter-Gatherer,Западноевропейские охотники-собиратели
- SHG - англ. Scandinavian hunter-gatherer,Скандинавские охотники-собиратели
- CHG - англ. Caucasus hunter-gatherer,Кавказские охотники-собиратели
- WSHG - англ. West Siberian Hunter Gatherer
- AB - англ. Ancient Beringian, Древние берингийцы
- ANF - англ. Anatolian Neolithic Farmers
- EEF - англ. Early European Farmers, Ранние европейские земледельцы
- WSH - англ. Western Steppe Herders, Западные степные скотоводы, или steppe_MLBA англ. Steppe Middle and Late Bronze Age
- EBA - англ. Early Bronze Age, Ранний бронзовый век
- MBA - англ. Middle Bronze Age, Средний бронзовый век
- LBA - англ. Late Bronze Age, Поздний бронзовый век
- EIA - англ. Early Iron Age, Ранний железный век

## Примечание
1. ↑  Штеффен Катрин (2013). «Экспертиза и модернизация: национальное здравоохранение в Польше в первой половине двадцатого века» Архивная копия от 13 июля 2020 на Wayback Machine. Jahrbücher für Geschichte Osteuropas .
2. ↑  Т. М. Аллан, (1963), «Хиршфельд и группы крови АВО» Архивная копия от 19 апреля 2022 на Wayback Machine, Британский журнал профилактической и социальной медицины
3. ↑  Гиршфельд Людвик — Большая Медицинская Энциклопедия. Дата обращения: 2 июня 2022. Архивировано 21 января 2021 года.
4. ↑  Дерек Ф. Робертс, (1997), «Некролог: Артур Морант (1904—1994)». Биология человека.
5. ↑  Монах Рэй, (2014 год), Роберт Оппенгеймер: жизнь в центре Архивная копия от 13 июля 2020 на Wayback Machine.
6. ↑  Эспино-Солис, Герардо Павел, (2015 год), «Лектины: краткий обзор».
7. ↑  Бойд, Уильям Клоузер, (2016 год), Звездный Лорд, CreateSpace-Независимая издательская платформа.
8. ↑  Парри, Мелани (1997). «Биографический словарь камер (Био Реф Банк)»
9. ↑  Коэн, Дэвид Р.; Коэн, Эмма Дж.; Грэм, Ян Т.; Соареш, Джорджия Г.; Рука, Сюзанна Дж.; Арчер Майкл (октябрь 2017). «Геохимическая разведка окаменелостей позвоночных с использованием полевых переносных рентгеновских лучей». Журнал геохимических исследований.
10. ↑  Каллиери, Марко; Dell’Unto, Николо; Dellepiane, Matteo; Скопиньо, Роберто; Сёдерберг, Бенгт; Ларссон, Ларс (2011). Документация и интерпретация археологических раскопок: опыт работы с инструментами Dense Stereo Reconstruction Архивная копия от 31 марта 2019 на Wayback Machine
11. ↑  Brothwell, Don R. (1981). Выкапывание костей: раскопки и изучение скелетных останков человека . Издательство Корнелльского университета, Стр. 2-3.
12. ↑  Майкл Шольц; Лутц Бахман; Грэм Дж. Николсон; Бахман, Ютта; Гиддингс, Ян; Рюшхофф-Тале, Барбара; Czarnetzki, Альфред; Пуш, Карстен М. (2000-06-01). «Геномная дифференциация неандертальцев и анатомически современного человека позволяет на основе ископаемых ДНК классифицировать морфологически неразличимые кости гоминидов» Архивная копия от 19 апреля 2022 на Wayback Machine, Американский журнал генетики человека.
13. ↑  Ян, Х .; Голенберг Е. М. Шошани Дж. (Июнь 1997 года). «Хоботная ДНК из музейных и ископаемых образцов: оценка древних методов выделения и амплификации ДНК». Биохимическая генетика .
14. ↑  Майкл Шольц; Лутц Бахман; Грэм Дж. Николсон; Бахман, Ютта; Гиддингс, Ян; Рюшхофф-Тале, Барбара; Czarnetzki, Альфред; Пуш, Карстен М. (2000-06-01). «Геномная дифференциация неандертальцев и анатомически современного человека позволяет на основе ископаемых ДНК классифицировать морфологически неразличимые кости гоминидов» Архивная копия от 19 апреля 2022 на Wayback Machine, Американский журнал генетики человека.
15. 1 2 3  Эрика Хагельберг; Дж. Б. Клегг, (1991-04-22). «Выделение и характеристика ДНК из археологической кости» Архивная копия от 31 марта 2019 на Wayback Machine, Слушания Лондонского королевского общества.
16. 1 2 3  Надин Роланд; Михаэль Хофрайтер, (июль 2007), «Древняя экстракция ДНК из костей и зубов». Протоколы природы .
17. 1 2  О. Хандт; М. Хесс; М. Крингс; С. Паабо, (1994-06-01). «Древняя ДНК: методологические проблемы».
18. 1 2  М. Хосс; С. Паабо, (1993-08-11). «Извлечение ДНК из плейстоценовых костей методом очистки на основе диоксида кремния». Архивная копия от 2 июля 2019 на Wayback Machine Исследование нуклеиновых кислот.
19. ↑  Донгья Янг; Барри Анг; Джон С. Уэй; Дж. Кристофер Дудар; Шелли Р. Сондерс, (1998-04-01). «Улучшенная экстракция ДНК из древних костей с использованием спиновых колонн на основе диоксида кремния». Американский журнал физической антропологии.
20. ↑  Абигайль Боуман; Франк Рюли, (2016-09-01). «Археогенетика в эволюционной медицине». Журнал молекулярной медицины.
21. ↑  Сванте Паабо; Хендрик Пойнар; Давид Серр; Джулиана Хеблер; Надин Роланд; Мелани Куч; Йоханнес Краузе и др. (2004 год). «Генетические анализы из древней ДНК». Ежегодный обзор генетики.
22. 1 2  Эбигейл Боуман; Франк Рюли, (2016-09-01). «Археогенетика в эволюционной медицине». Журнал молекулярной медицины.
23. ↑  Марсель Маргулис; Майкл Эгхольм; Уильям Э. Альтман; Саид Аттия; Джоэл С. Бадер; Лиза А. Бембен; Ян Берка; Майкл С. Браверман. (2005-09-15). «Секвенирование генома в высокопроизводительных пиколитровых реакторах высокой плотности». Природа.
24. ↑  Грин, Ричард Э.; Краузе, Йоханнес; Птак, Сьюзен Э.; Бриггс, Адриан У.; Ронан, Майкл Т.; Симонс, Ян Ф.; Ду, Лей; Эгхольм, Майкл; Ротберг, Джонатан М. (2006-11-16). «Анализ одного миллиона пар оснований ДНК неандертальца». Природа .